# Kinchega-Nationalpark
Der Kinchega-Nationalpark ist ein Nationalpark im australischen Bundesstaat New South Wales, etwa 840 km westlich von Sydney und 110 km südöstlich von Broken Hill. Im Osten bildet der Darling River die Grenze des Parks. Der Park wurde am 1. Oktober 1967 gegründet und erstreckt sich über eine Fläche von 443 km². Betreiber ist der New South Wales National Parks and Wildlife Service.
Der Park umfasst den Lake Cawndilla und den Lake Menindee und bildet ein bedeutendes Feuchtgebiet für Vögel. Die Seen trockneten Anfang 2008 während der großen Dürre aus.
Im Park sind Artefakte des Aborigine-Volks der Paakantji erhalten geblieben. 